# Skelleftebränslen
Skelleftebränslen är ett företag i Skellefteå som levererar energi och smörjmedel. Företaget bildades 1988 under namnet Skellefteoljor AB som ett svar på att oljebolagsjättar då lämnade Skellefteåbygden. År 1998 köptes de upp av piteåföretaget Skoogs. Omsättningen 2017 uppgick till över 716 miljoner kronor. Skelleftebränslen hade 2023 ett hundratals tankststioner från Kiruna i norr till Ångermanälven i söder.